# Дональд Ропер
Дональд Джордж Бомонт Ропер (англ. Donald George Beaumont Roper, нар. 14 грудня 1922 року, Ботлі, графство Гепмшир — 8 червня 2001 року, Саутгемптон) — колишній англійський футболіст, який грав на позиції центрального нападника або правого вінгера. Найбільш відомий виступами за «Саутгемптон» та «Арсенал». Грав за другу збірну Англії.

## Кар'єра

### Клубна кар'єра
Ропер народився в Ботлі, графство Гемпшир. У футбол почав грати з дитинства. На юнацькому рівні грав за «Біттерн Ноумедс» та «Істлі».
Тобі Келехер, помічник Тома Паркера, помітив його за грою в футбол у парку, а в липні 1940 року його переконали підписати контракт з «Саутгемптоном», за який Ропер дебютував під час Другої світової війни.
Після вдалого виступу у Другому дивізіоні в сезоні 1946/47 років він був підписаний лондонським «Арсеналом» за 12 тисяч фунтів стерлінгів. Частиною угоди стали Джордж Кертіс і Том Рудкін, два гравці «канонірів», які поїхали до стану «святих» в обмін на Ропера. Тренер лондонців, Том Віттейкер, був настільки зацікавлений у переході 23-річного нападника, що побував одинадцять разів у стані «Саутгемптона» до тих пір, поки Ропер остаточно не погодився на трансфер.
Дональд одразу став стабільним гравцем основи «канонірів», у сезоні 1947/48 років зігравши 40 матчів, в яких забив десять голів. В першому ж сезоні «Арсенал» разом з ним виграв Перший дивізіон.
Протягом сезону 1949/50 змінив позицію на полі, почавши грати на лівому фланзі нападу, але програв конкуренцію на цій позиції Денісу Комптону.
Наступного сезону він повернув собі місце в основі і продовжував залишатися майже незмінним гравцем для «Арсеналу» протягом наступних п'яти сезонів. Він вийшов у стартовому складі у матчі фіналу Кубка Англії 1952 року, в якому «Арсенал» програв «Ньюкаслу». У цьому матчі Ропер та ще три гравці лондонського клубу, а саме Барнс, Холтон й Деніел отримали травми, а запасних гравців не було, тому «каноніри» догравали матч усімох.
У 1952—1953 роках Ропер провів один зі своїх найкращих сезонів, вдруге вигравши чемпіонат Англії. Він також забив п'ять голів у товариському матчі проти «Гіберніана» у 1952 році. Цей матч був одним із перших у країні, який пройшов під світлом прожекторів, адже до цього команди грали переважно вдень, коли було гарне природне освітлення.
Ропер провів ще два сезони як постійний гравець першої команди, але втратив місце в першій команді «Арсеналу» протягом 1955/56 років, опустившись до резерву. Всього за «Арсенал» провів 321 матч, забив 95 голів.
У січні 1957 року він повернувся у свій колишній клуб ― «Саутгемптон», який на той час виступав вже у Третьому дивізіоні. Ропер став капітаном клубу, граючи разом із зірковим Дереком Рівзом і молодим Террі Пейном. Наприкінці сезону 1958/59 років Ропер посварився з клубом через умови та нібито обіцянки Теда Бейтса стати тренером і залишив образу, яку він так і не подолав, відмовляючись відвідувати будь-які клубні зустрічі чи навіть відвідувати стадіон команди.
Завершив свою кар'єру виступами за «Веймут» і «Дорчестер Таун», «повісивши бутси на цвях» у 1963 році.

### Крикет
Дональд також грав у крикет на найвищому рівні, зігравши, наприклад, в 1947 році за Гемпшир проти команди Кембриджського університету.

### Міжнародна кар'єра
У 1952 році зіграв матч за другу збірну Англії проти другої збірної Шотландії. До головної команди країни не викликався.

### Післяфутбольне життя
Після завершення спортивної кар'єри він оселився у Саутгемптоні і працював інженером.
Помер у 2001 році у віці 78 років.

## Досягнення

### «Арсенал»
- Чемпіон Англії (2): 1947/48, 1952/53[4]
- Володар Кубка Англії (1): 1949/50[4]
- Володар Суперкубка Англії (2): 1948, 1953[4]